# Seis días de Colonia
Los Seis días de Colonia eran una carrera de ciclismo en pista, de la modalidad de Carrera de seis días, que se corría en Colonia (Alemania). Las primeras ediciones se disputaron del 1928 al 1933. Se reemprendió en 1959 y duró hasta 1998.

## Palmarés
| Año       | Ganadores                           | Segundos                               | Terceros                               |
| --------- | ----------------------------------- | -------------------------------------- | -------------------------------------- |
| 1928      | Viktor Rausch Gottfried Hürtgen     | Paul Buschenhagen Theo Frankenstein    | Alfons Goossens Henri Stockelynck      |
| 1929      | Roger De Neef Pierre Goossens       | Karl Göbel Gottfried Hürtgen           | Adolphe Charlier Henri Duray           |
| 1930      | Viktor Rausch Gottfried Hürtgen     | Jan van Kempen Piet van Kempen         | Georg Kroschel Willy Rieger            |
| 1931      | Karl Göbel Adolf Schön              | Werner Miethe Gottfried Hürtgen        | Oskar Tietz Willy Rieger               |
| 1932      | Paul Broccardo Emil Richli          | Viktor Rausch Gottfried Hürtgen        | Jan Pijnenburg Piet van Kempen         |
| 1933      | Karl Göbel Adolf Schön              | Jan Pijnenburg Cor Wals                | Adolphe Charlier Werner Ippen          |
| 1934-1958 | ediciones no realizadas             | ediciones no realizadas                | ediciones no realizadas                |
| 1959      | Klaus Bugdahl Valentin Petry        | Hans Junkermann Ferdinando Terruzzi    | Rik Van Steenbergen Heinz Vopel        |
| 1960      | Klaus Bugdahl Hans Junkermann       | Rik Van Steenbergen Günther Ziegler    | Gerrit Schulte Willi Franssen          |
| 1961      | Peter Post Rik Van Looy             | Rik Van Steenbergen Emile Severeyns    | Klaus Bugdahl Rolf Roggendorf          |
| 1962      | Rik Van Steenbergen Emile Severeyns | Palle Lykke Jensen Rolf Roggendorf     | Oskar Plattner Hans Junkermann         |
| 1963      | Peter Post Fritz Pfenninger         | Rudi Altig Hans Junkermann             | Palle Lykke Jensen Rik Van Steenbergen |
| 1964      | Peter Post Hans Junkermann          | Palle Lykke Jensen Rik Van Steenbergen | Klaus Bugdahl Sigi Renz                |
| 1965      | Rudi Altig Sigi Renz                | Peter Post Fritz Pfenninger            | Palle Lykke Jensen Freddy Eugen        |
| 1966      | Rudi Altig Dieter Kemper            | Peter Post Rik Van Steenbergen         | Klaus Bugdahl Wolfgang Schulze         |
| 1967      | Klaus Bugdahl Patrick Sercu         | Rudi Altig Sigi Renz                   | Peter Post Fritz Pfenninger            |
| 1968      | Rudi Altig Sigi Renz                | Eddy Merckx Patrick Sercu              | Horst Oldenburg Dieter Kemper          |
| 1969      | Horst Oldenburg Dieter Kemper       | Peter Post Patrick Sercu               | Rudi Altig Sigi Renz                   |
| 1970      | Peter Post Patrick Sercu            | Klaus Bugdahl Dieter Kemper            | Rudi Altig Eddy Merckx                 |
| 1971      | Rudi Altig Albert Fritz             | Wilfried Peffgen Wolfgang Schulze      | Klaus Bugdahl Alain Van Lancker        |
| 1972      | Sigi Renz Wolfgang Schulze          | Wilfried Peffgen Albert Fritz          | Leo Duyndam René Pijnen                |
| 1973      | Patrick Sercu Alain Van Lancker     | Wilfried Peffgen Albert Fritz          | Sigi Renz Wolfgang Schulze             |
| 1974      | Graeme Gilmore Dieter Kemper        | Wilfried Peffgen Patrick Sercu         | Leo Duyndam Udo Hempel                 |
| 1975      | Wilfried Peffgen Albert Fritz       | Jürgen Tschan Alain Van Lancker        | Sigi Renz Wolfgang Schulze             |
| 1976      | Wilfried Peffgen Dieter Kemper      | Günther Haritz René Pijnen             | Klaus Bugdahl Udo Hempel               |
| 1977      | Günther Haritz René Pijnen          | Wilfried Peffgen Albert Fritz          | Jürgen Tschan Wolfgang Schulze         |
| 1978      | Wilfried Peffgen Albert Fritz       | Jürgen Tschan Gregor Braun             | Günther Haritz René Pijnen             |
| 1979      | Patrick Sercu Gregor Braun          | Wilfried Peffgen Albert Fritz          | Horst Schütz René Pijnen               |
| 1980      | Danny Clark René Pijnen             | Wilfried Peffgen Gregor Braun          | Patrick Sercu Albert Fritz             |
| 1981      | Patrick Sercu Albert Fritz          | Danny Clark Wilfried Peffgen           | Donald Allan Gert Frank                |
| 1982      | Wilfried Peffgen Albert Fritz       | Patrick Sercu Gregor Braun             | Josef Kristen René Pijnen              |
| 1983      | Dietrich Thurau Albert Fritz        | Gert Frank Wilfried Peffgen            | Gregor Braun René Pijnen               |
| 1984      | Josef Kristen René Pijnen           | Horst Schütz Robert Dill-Bundi         | Dietrich Thurau Albert Fritz           |
| 1985      | Dietrich Thurau Danny Clark         | Josef Kristen Henry Rinklin            | Horst Schütz Gert Frank                |
| 1986      | Roman Hermann Sigmund Hermann       | Etienne De Wilde Stan Tourné           | Anthony Doyle Danny Clark              |
| 1987      | Dietrich Thurau René Pijnen         | Roman Hermann Josef Kristen            | Etienne De Wilde Stan Tourné           |
| 1988      | Etienne De Wilde Stan Tourné        | Anthony Doyle Hans-Henrik Ørsted       | Roman Hermann Andreas Kappes           |
| 1989      | Anthony Doyle Danny Clark           | Roman Hermann Andreas Kappes           | Etienne De Wilde Stan Tourné           |
| 1990      | Etienne De Wilde Andreas Kappes     | Volker Diehl Stan Tourné               | Remig Stumpf Jens Veggerby             |
| 1991      | Etienne De Wilde Andreas Kappes     | Pierangelo Bincoletto Bruno Holenweger | Jens Veggerby Stan Tourné              |
| 1992      | Remig Stumpf Bruno Holenweger       | Etienne De Wilde Andreas Kappes        | Jochen Görgen Jens Veggerby            |
| 1993      | Remig Stumpf Urs Freuler            | Jochen Görgen Jens Veggerby            | Pierangelo Bincoletto Roland Günther   |
| 1994      | Carsten Wolf Urs Freuler            | Etienne De Wilde Andreas Kappes        | Kurt Betschart Bruno Risi              |
| 1995      | Kurt Betschart Bruno Risi           | Dean Woods Jimmi Madsen                | Etienne De Wilde Andreas Kappes        |
| 1996      | Etienne De Wilde Andreas Kappes     | Jens Veggerby Jimmi Madsen             | Dean Woods Danny Clark                 |
| 1997      | Etienne De Wilde Olaf Ludwig        | Jens Veggerby Jimmi Madsen             | Andreas Kappes Bruno Risi              |
| 1998      | Andreas Kappes Adriano Baffi        | Silvio Martinello Marco Villa          | Jens Veggerby Jimmi Madsen             |